# 三十六脚湖
三十六脚湖是一个位于中国福建省平潭县的湖泊，面积约为2平方千米，蓄水量约为1510万立方米。